# Breitwischgerät
Breitwischgeräte werden für die Reinigung von Böden verwendet. An einem bis zu 1,60 m langen Stiel ist mit einem in zwei Dimensionen beweglichen Gelenk ein klappbarer Rahmen oder eine Platte befestigt, womit der Wischbezug fixiert wird. Damit können Flächen effizient und rückenschonend gereinigt werden. Die Wischbezüge sind waschbar. Stehen ausreichend viele Bezüge zur Verfügung, kann von Raum zu Raum jeweils ein neuer Wischbezug verwendet werden und das zeitraubende Ausspülen kann entfallen. Es werden auch spezielle Wischbezüge für die Trockenreinigung angeboten.
Breitwischgeräte und Wischbezüge (oft aus Mikrofaser) gibt es von vielen Anbietern und in unterschiedlichen Größen und Qualitäten. Produkte verschiedener Anbieter sind in der Regel nicht miteinander kombinierbar.
Zur Bodenreinigung wird traditionell ein Schrubber mit einem Bodentuch oder ein Wischmopp verwendet. Beide müssen schon nach kleinen Flächen ausgespült werden, wobei das Putzwasser immer schmutziger wird und daher bald gewechselt werden muss. Beim Mopp ist es schwierig, gröberen Schmutz vollständig zu entfernen. Bei Schrubber/Bodentuch muss man sich häufig bücken.
Für den gewerblichen Bedarf werden speziell ausgerüstete Waschmaschinen für die Reinigung von Wischbezügen angeboten.